# Ginestra Giovene
Ginestra Giovene (Napoli, 15 luglio 1910 – Roma, 22 novembre 1994) è stata una fisica, divulgatrice scientifica e scrittrice italiana.

## Biografia
Nata a Napoli da Nestore Giovene, un ingegnere ferroviario, e Giulia Cristiano, una maestra elementare, mostrò sin da bambina un'evidente passione per l’astronomia. Ben presto si trasferì con la famiglia a Roma dove si iscrisse al corso di laurea in scienze fisiche presso l'università capitolina.
Nel 1931 si laureò in Fisica con una tesi in astronomia sotto la guida di Giuseppe Armellini e ottenne una borsa di studio dal Consiglio Nazionale delle Ricerche (CNR) che le permise di conseguire un corso di perfezionamento in radiocomunicazioni. Al termine di questo, Ginestra decise di frequentare il Regio istituto di fisica dell'Università di Roma in via Panisperna, divenuto un importante polo della ricerca sperimentale italiana grazie alla collaborazione di Enrico Fermi e Franco Rasetti, i quali formarono uno storico gruppo di ricercatori che compì alcuni tra i più importanti studi di sempre nel campo della fisica nucleare, i cosiddetti ragazzi di via Panisperna. Ginestra ambiva a svolgere attività di ricerca ma le sue aspirazioni furono ostacolate dal prof. Orso Maria Corbino, titolare della cattedra di fisica sperimentale, il quale non vedeva di buon occhio la presenza di donne nella ricerca scientifica. Ciò nonostante, Ginestra Giovene manterrà stretti contatti con la scuola di fisica romana.
Nel 1933 sposò il fisico Edoardo Amaldi, uno dei ragazzi di Via Panisperna, e dal loro matrimonio nacquero quattro figli: il primogenito Ugo (omonimo di suo nonno paterno, il matematico Ugo Amaldi, e diventato anch'esso un fisico stimato a livello internazionale), Paola, Francesco e Daniela. L’anno seguente riuscì finalmente ad entrare nell’Istituto di calcolo del CNR e a collaborare con la redazione de La Ricerca scientifica ma, non essendo pienamente soddisfatta della condizione di precarietà alla quale doveva sottostare in quanto donna, nel 1937 decise di dedicarsi completamente alla divulgazione scientifica. A partire dagli anni Quaranta, intensificò la sua attività divulgativa, stimolata da una particolare condizione politico-familiare. Proprio in quegli anni, infatti, molti dei suoi amici furono costretti ad emigrare all'estero a causa delle leggi antisemite e il marito Edoardo fu inviato in Africa come capitano responsabile di una polveriera situata poco lontano dalla prima linea. Nel 1944, inoltre, assistette sofferente alla morte prematura della secondogenita Paola, causata da una febbre miliare mal diagnosticata.
Nel 1946, dopo il fortunoso rientro del marito a Roma, si recò insieme a lui negli Stati Uniti dove ebbe la possibilità di rivedere i vecchi amici e dove Enrico Fermi offrì ad Edoardo una cattedra presso la prestigiosa Università di Chicago. Ginestra, tuttavia, dimostrando profondo attaccamento verso l'Italia, convinse il marito a rifiutare la proposta in modo da tornare a Roma per dedicarsi attivamente allo sviluppo della fisica italiana ed europea.
Nel 1971 venne colpita da un grave aneurisma cerebrale che, dopo un coma di tre mesi, la lasciò parzialmente paralizzata, impedendole di svolgere la sua attività di scrittrice. Ugo Amaldi commenterà la condizione della madre scrivendo: «Il corpo è colpito ma lo sguardo è sempre lo stesso. E anche l’interesse per la lettura e l’arguzia non sono molto cambiati. Purtroppo, come ho detto, aveva perso la gioia dello scrivere.»
Ginestra Giovene morì a Roma il 22 novembre 1994 all'età di 84 anni.

## Ruolo nel mondo scientifico come divulgatrice e donna
Ginestra Giovene è nota in particolare per la sua attività di divulgatrice scientifica in ambito fisico ed astronomico.
Nella sua prima opera divulgativa dal titolo Alchimia del tempo nostro, scritta in collaborazione con Laura Capon Fermi (moglie di Enrico), il suo obiettivo è quello di presentare come si è evoluta nel tempo la concezione atomica della materia, partendo dall'antichità ed arrivando fino alle recenti scoperte dei ragazzi di via Panisperna, tra i quali vi era suo marito Edoardo, riguardanti il fenomeno della radioattività. Dal 1934 al 1937, in qualità di redattrice della rivista La ricerca scientifica, riesce inoltre a sfruttare la sua posizione lavorativa per promuovere a livello internazionale il lavoro di tale gruppo di scienziati.
A partire dal 1944, forse per reazione al dolore per la scomparsa della figlia, Ginestra intensifica la propria attività nella divulgazione scientifica e scolastica, sollecitata dall'impossibilità di trovare un impiego nel mondo accademico. In questo periodo scrive dei testi decisamente innovativi dal linguaggio semplice e concreto, molti dei quali tradotti in diverse lingue. In particolare, Questo mondo grande e terribile, la cui stesura era iniziata ancor prima dell'arrivo degli alleati a Roma ha un enorme successo anche all'estero e avvicina molti giovani al mondo della ricerca scientifica.
Tra il 1950 e il 1960 scrive numerosi articoli per riviste e voci enciclopediche e partecipa ad una serie di trasmissioni radiofoniche e televisive a carattere didattico: Classe Unica (1954); Telescuola (1959-61); Piccola Enciclopedia Popolare (1962-65); Almanacco (1963-65), per il quale scrisse la sceneggiatura di circa venti film poi realizzati dal regista Giorgio Ponti; Rassegne delle Scienze (1963-68); Università Marconi (1965-70).
Ginestra va infine ricordata per la stesura, in collaborazione con il marito Edoardo, di una serie di testi di fisica destinati alle scuole superiori su cui si eserciteranno diverse generazioni di studenti. Nonostante i testi siano firmati da entrambi i coniugi, il figlio Ugo affermerà che: «[…] nel 1946 Ginestra scrisse un piccolo volume di fisica di 200 pagine dal titolo Elementi di fisica- ad uso degli Istituti commerciali. Naturalmente l’editore fu Zanichelli (l’editore di noti testi di geometria per le scuole medie e superiori di Enriques e Amaldi, il padre di Edoardo) e vi compaiono come autori sia Ginestra che Edoardo, ma lo stile e la semplicità del linguaggio mi dicono che fu scritto dalla Mamma, come del resto la maggior parte dei molti testi scolastici che seguirono.»
Ginestra Giovene è stata una donna indipendente, attiva, sollecita verso la famiglia e attaccata alla sua nazione, per la quale nutriva un forte sentimento patriottico. Gli oltre trent'anni di intensa attività divulgativa furono alimentati da una forte passione per la scrittura, una vasta cultura in campo scientifico e letterario e dalla sua abilità nell'esprimere in un linguaggio comprensibile anche i concetti più complessi.

## Opere
- Alchimia del tempo nostro, con Laura Fermi, Milano, Ulrico Hoepli Editore, 1936.
- L'Universo, Roma, Edizioni Leonardo, 1946.
- I misteri della materia: atomi, nuclei, raggi cosmici, Milano, Ulrico Hoepli Editore, 1950.
- Questo mondo grande e terribile, Milano, Garzanti, 1951.
- Corso di fisica – volumi primo e secondo (rielaborazione del testo di Enrico Fermi), con Edoardo Amaldi, Bologna, Zanichelli, 1952.
- Corso di fisica – volume terzo (rielaborazione dal testo di Enrico Fermi), con Edoardo Amaldi, Bologna, Zanichelli, 1953.
- Fisica atomica, Torino, ERI, 1954.
- Il romanzo del firmamento, Torino, ERI, 1957.
- Il nostro mondo, Milano, Garzanti, 1959.
- Materia e antimateria, Milano, Mondadori, 1961.
- Il progresso della tecnica, Torino, ERI, 1961.
- Astronomia: il sistema planetario, Torino, ERI, 1963.
- Galileo Galilei, Torino, ERI, 1964.
- Il nostro mondo e l'universo che lo circonda, Milano, Ulrico Hoepli Editore, 1966.